# Tickfaw
Tickfaw – wieś w Stanach Zjednoczonych, w stanie Luizjana, w parafii Tangipahoa.